# 威洛克里克鎮區 (伊利諾伊州李縣)
威洛克里克鎮區（英語：Willow Creek Township）是位於美國伊利諾伊州李縣的一個行政鎮區。

## 地方資料
根據2010年美國人口普查的數據，威洛克里克鎮區的面積為91.10平方千米，當中陸地面積為91.00平方千米，而水域面積為0.10平方千米。當地共有人口651人，而人口密度為每平方千米7.15人。